# Death: The High Cost of Living
Death: The High Cost of Living ist eine Graphic-Novel-Miniserie von Neil Gaiman (Autor), Chris Bachalo (Illustrator), Mark Buckingham (Illustrator) und Todd Klein (Letterer). Es handelt sich um ein Spin-Off der Sandman-Comics von Neil Gaiman.

## Handlung
Dem sechzehnjährigen Sexton Furnival erscheint sein Leben als sinnlos. Er trägt sich mit Selbstmordabsichten, als er dem gleichaltrigen Gothic-Mädchen Didi begegnet. Didi behauptet, die einen Tag lang währende sterbliche Inkarnation von Death, also des Todes, zu sein. Sexton hält sie für verrückt, begleitet sie aber trotzdem auf ein Rockkonzert. 
Nach einiger Zeit erscheint Theo, ein Mitschüler Sextons, auf dem Konzert und überredet Didi, mit ihm zu kommen. Sexton folgt widerwillig. Theo führt sie zu seinem Lehrmeister, einer Art Magier, der sich selbst als „Eremit“ bezeichnet und Didi und Sexton in einem Lagerhaus einsperrt. Dadurch hofft er, den Tod unter seine Kontrolle zu bringen.
Nach einigen Stunden werden Didi und Sexton aus dem Lagerhaus befreit. Sie frühstücken gemeinsam und gehen im Park spazieren. Dort verabschiedet sich Didi von Sexton und fällt tot um. Im Nachhinein erfährt Sexton von Didis Nachbarin, dass diese einen Herzfehler hatte und seit frühster Kindheit mit ihrem baldigen Tod rechnen musste.
Nach diesen Erlebnissen gibt Sexton seine Selbstmordabsicht auf.

## Besonderheiten
Am Ende des Sammelbandes befindet sich ein Aufklärungscomic, in dem Death das Thema AIDS bespricht und mit Hilfe von John Constantine praktische Tipps gibt.

## Veröffentlichung
Death: The High Cost of Living stellt die erste, eigenständige Miniserie im Sandman-Universum dar. Die Geschichte besteht aus drei Heften, die erstmals von März bis Mai 1993 bei DC Comics unter dem Vertigo-Label erschienen. Im Januar 1994 brachte DC Comics die Geschichte in einem Sammelband mit einem Vorwort von Tori Amos heraus.

## Auszeichnungen
Der Comic erhielt 1993 den Comic Buyer’s Guide Fan Award in der Kategorie „Favorite Limited Comic-Book Series“ (der Titel Daredevil: Man Without Fear erhielt die gleiche Anzahl an Stimmen). Im darauffolgenden Jahr wurde Gaiman für Death: The High Cost of Living  mit einem Eisner Award als „Best Writer (Bester Autor)“ ausgezeichnet.